# Керівілл (Теннессі)
Керівілл (англ. Caryville) — місто (англ. town) в США, в окрузі Кемпбелл штату Теннессі. Населення — 2212 особи (2020).

## Географія
Керівілл розташований за координатами 36°19′32″ пн. ш. 84°13′1″ зх. д. / 36.32556° пн. ш. 84.21694° зх. д. (36.325694, -84.216935).  За даними Бюро перепису населення США в 2010 році місто мало площу 13,99 км², з яких 13,35 км² — суходіл та 0,64 км² — водойми.

## Демографія
Згідно з переписом 2010 року, у місті мешкало 2297 осіб у 908 домогосподарствах у складі 650 родин. Густота населення становила 164 особи/км².  Було 1020 помешкань (73/км²).
Расовий склад населення:
| - 97,7 % — білих - 0,3 % — корінних американців - 0,3 % — азіатів |

До двох чи більше рас належало 0,8 %. Частка іспаномовних становила 1,8 % від усіх жителів.
За віковим діапазоном населення розподілялося таким чином: 24,7 % — особи молодші 18 років, 58,1 % — особи у віці 18—64 років, 17,2 % — особи у віці 65 років та старші. Медіана віку мешканця становила 38,9 року. На 100 осіб жіночої статі у місті припадало 96,5 чоловіків;  на 100 жінок у віці від 18 років та старших — 93,7 чоловіків також старших 18 років.
Середній дохід на одне домашнє господарство  становив 47 976 доларів США (медіана — 32 829), а середній дохід на одну сім'ю — 60 184 долари (медіана — 49 643). Медіана доходів становила 41 648 доларів для чоловіків та 33 750 доларів для жінок. За межею бідності перебувало 21,8 % осіб, у тому числі 24,5 % дітей у віці до 18 років та 15,2 % осіб у віці 65 років та старших.
Цивільне працевлаштоване населення становило 894 особи. Основні галузі зайнятості: освіта, охорона здоров'я та соціальна допомога — 24,0 %, виробництво — 15,9 %, будівництво — 10,3 %, роздрібна торгівля — 9,5 %.